# Andreas Schäfer (Komponist)
Andreas Schäfer (* 8. April 1959) ist ein deutscher Filmmusikkomponist.
Im Zeitraum von 1983 bis 1987 studierte Andreas Schäfer Musik an der Universität der Künste Berlin (ehemals HdK) und an der Hochschule für Musik und Darstellende Kunst Frankfurt am Main. Als freischaffender Komponist arbeitete er zudem an Bühnenmusiken für verschiedene Theater in Deutschland und Österreich. Für die Pegnitzschäfer-Klangkonzepte realisierte er 1991 gemeinsam mit dem Autor Klaus Missbach und dem Musiker Wilfried Krüger die Produktion …aus der Disco rasen und entsetzte Passanten fragen, ob sie Deutsche sind, eine konzertante Auseinandersetzung für Stimmen und Ensemble.
Gemeinsam mit seinen künstlerischen Partnern Biber Gullatz und Moritz Freise realisiert Schäfer Musiken für Spielfilme, Fernsehfilme und Serien.
Der Komponist lebt in Köln.

## Filmografie (Auswahl)
- 2005: Löwenzahn – Die Reise ins Abenteuer
- 2009: Es kommt der Tag
- 2009: Tatort: Mauerblümchen
- 2009: Das Rauschen des Meeres
- 2010: Liebe am Fjord – Der Gesang des Windes (Fernsehreihe, Folge 1)
- 2010: Liebe am Fjord – Sommersturm (Folge 2)
- 2010: Ihr mich auch
- 2011: Freilaufende Männer
- 2011: Tom Sawyer
- 2011: Tatort: Herrenabend
- 2012: Halbe Hundert
- 2012: Tatort: Das Wunder von Wolbeck
- 2012: Gestern waren wir Fremde
- 2013: Bella Familia
- 2013: Liebe am Fjord – Zwei Sommer
- 2014: Kückückskind
- 2014: Männertreu
- 2014: Kommissar Dupin (Fernsehreihe)
  - Bretonische Verhältnisse
  - Bretonische Brandung
- 2014: Die Lichtenbergs – zwei Brüder, drei Frauen und jede Menge Zoff
- 2014: Tiere bis unters Dach (Familienserie, Staffel 4 und 5)
- 2014: Alle unter einer Tanne
- 2014: Kommissar Dupin: Bretonische Verhältnisse
- 2014: Liebe am Fjord – Die Frau am Strand
- 2014: Die letzten Millionen
- 2014: Kückückskind
- 2016: Polizeiruf 110: Endstation
- 2016: Mutter reicht’s jetzt
- 2018: Tatort: Unter Kriegern
- 2018: Extraklasse (Fernsehfilm)
- 2019: Tatort: Spieglein, Spieglein
- 2020: Pohlmann und die Zeit der Wünsche (Fernsehfilm)
- 2021: Extraklasse 2+ (Fernsehfilm)
- 2022: Extraklasse – On Tour (Fernsehfilm)
- 2023: 2 unter Millionen (Fernsehfilm)